# Widdershins
Widdershins (a veces withershins, wideshins o widderschynnes ) es un término que significa ir en sentido antihorario o a la izquierda, o caminar alrededor de un objeto manteniéndolo siempre a la izquierda. Literalmente, significa tomar un rumbo opuesto al movimiento aparente del sol visto desde el hemisferio norte (la esfera de este reloj imaginario es el suelo sobre el que se encuentra el espectador).  El primer uso registrado de la palabra, citado por el Oxford English Dictionary, se encuentra en una traducción de 1513 de la Eneida, donde se encuentra en la frase "Abaisit I wolx, and widdersyns start my hair". En este sentido, "widdershins start my hair" significa "se me erizaron los pelos". 

## Etimología
Widdershins proviene del bajo alemán medio weddersinnes, literalmente "contra el camino" (es decir, "en la dirección opuesta"), de broadsinnen "ir en contra", de elementos del antiguo alto alemán widar "contra" y sinnen "viajar, ir". relacionado con sind "viaje".  

## Superstición y religión
Debido a que el sol desempeñaba un papel muy importante en las religiones más antiguas, ir en contra de él se consideraba de mala suerte para las tradiciones de adoración al sol.
En Gran Bretaña se consideraba de mala suerte viajar en dirección contraria a las agujas del reloj (no en el sentido del sol ) alrededor de una iglesia, y varios mitos populares hacen referencia a esta superstición ; por ejemplo, en el cuento de hadas Childe Rowland, el protagonista y su hermana son transportados al país de los elfos después de que la hermana corre a lo ancho alrededor de una iglesia. También hay una referencia a esto en las novelas de Dorothy Sayers, Los nueve sastres (capítulo titulado El segundo plato; "Giró a su derecha, sabiendo que es desafortunado caminar por una iglesia al otro lado de la línea). ...") y Clouds of Witness ("Es cierto, oh rey, y como esto no es una iglesia, no hay nada de malo en rodearla en sentido contrario"). En el cuento de Robert Louis Stevenson "La canción del mañana", una vieja bruja en la playa baila "widdershins". 
En la Iglesia Ortodoxa Oriental, sin embargo, es normal que las procesiones alrededor de una iglesia vayan widdershins.
En los círculos del judaísmo también se camina a veces en sentido contrario a las agujas del reloj. Por ejemplo, cuando una novia rodea a su novio siete veces antes del matrimonio, cuando baila alrededor de la bimá durante Simjat Torá (o cuando baila en círculo en cualquier momento), o cuando se saca el Sefer Torá del arca (se acerca al arca desde la derecha y se apartó de la izquierda). Esto tiene su origen en el Beit Hamikdash, donde para no estorbar unos a otros, los sacerdotes caminaban alrededor del altar en el sentido contrario a las agujas del reloj mientras realizaban sus deberes. Al entrar al Beit Hamikdash, la gente entraba por una puerta y salía por otra. La dirección del movimiento resultante fue en sentido antihorario. En el judaísmo, se considera importante comenzar las cosas desde el lado derecho, ya que el lado derecho es el lado de Chesed (bondad) mientras que el lado izquierdo es el lado de Gevurah (juicio).Por ejemplo, hay una costumbre judía registrada en el Shulján Aruj de ponerse primero el zapato derecho y quitarse primero el izquierdo,  siguiendo el ejemplo de Mar hijo de Ravina, a quien el Talmud registra que puso su zapatos de esta manera. 
Los Bönpo en el hemisferio norte tradicionalmente circunvalan (generalmente) en sentido antihorario y 'widdershins', es decir, una dirección que va en contra del movimiento aparente del Sol en el cielo desde la posición ventajosa del suelo. Esto va en contra de la direccionalidad predominante del budismo (en general) y del hinduismo ortodoxo. Esto está en consonancia con el aspecto y la direccionalidad del ' Sauvastika ' (tibetano: yung-drung ), sagrado para el Bönpo. En el hemisferio sur, se requiere que el practicante de Bönpo elija si la direccionalidad 'en sentido contrario a las agujas del reloj' ( deosil en el hemisferio sur) o en sentido contrario a la dirección del Sol (widdershins en el hemisferio sur) es la intención clave de la tradición. La resolución de este enigma queda abierta al practicante, a su "visión intuitiva" (sánscrito: prajna ) y a su tradición.